# Odisea Burbujas

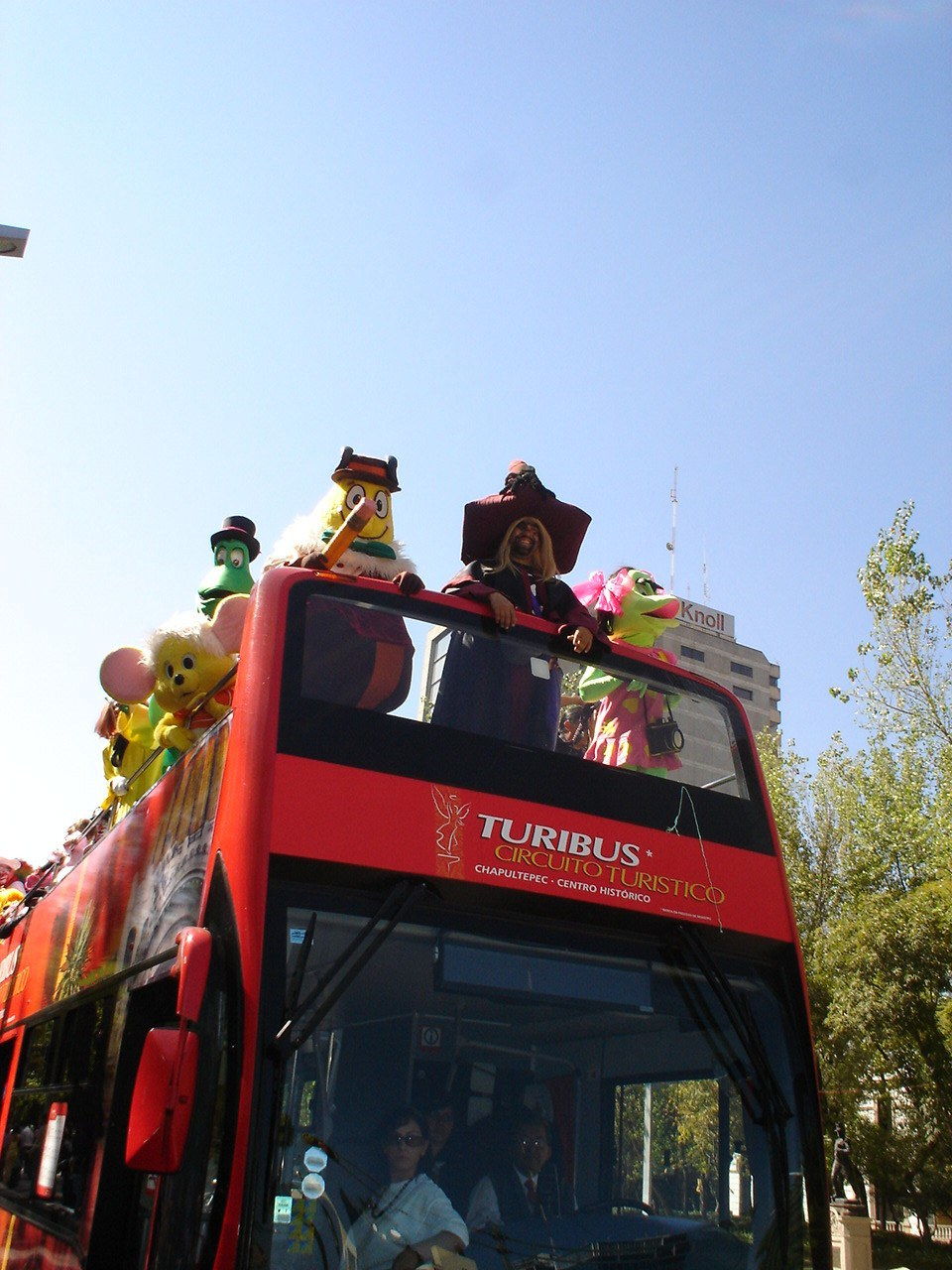
Los personajes de Odisea Burbujas en el desfile del Día de Reyes que se celebra el 6 de enero de cada año y van sobre el Turibús en la Avenida Paseo de la Reforma.

Odisea Burbujas es una serie de televisión mexicana dirigida al público infantil, creada por Silvia Roche y dirigida por Enrique Segoviano, también conocido por su participación en El Chavo del 8, El Chapulín Colorado, y Chespirito. Fue producida y emitida originalmente por el Canal de las Estrellas de la televisión mexicana entre 1979 y 1984 y transmitida con nuevos actores y personajes el 26 de octubre de 2003.
Originalmente era un programa de radio que se transmitía en la estación XEW-AM cada sábado con duración de cuatro horas. El primer episodio por radio fue el 6 de enero de 1979 y esas transmisiones continuaron aproximadamente por espacio de cinco años.
El 22 de julio de 1979 marcó el debut del programa en televisión a través del Canal 2 de Televisa. Desde entonces, se trasmitió de forma ininterrumpida hasta 1984 cuando el programa finaliza emisiones a favor de El tesoro del saber, pero continuaron transmitiendo repeticiones del programa.
La serie, de capítulos unitarios, cuenta las aventuras del Profesor A.G. Memelovsky y sus antropomórficas creaciones: Patas Verdes, Mimoso Ratón, Mafafa Musguito y Pistachón Zig-Zag. Juntos, viajan a través del espacio y del tiempo, conociendo y explorando el universo, a la vez que intentan librarlo de las amenazas del Ecoloco, un villano cuya especialidad y único objetivo es la contaminación del medio ambiente, cuyo lema era “Mugre, Basura y Smog”.
En 2003 se realizaron 26 capítulos de una nueva emisión de Burbujas y se transmitió por el canal 2 de Televisa repitiéndose la serie completa en dos ocasiones más por el mismo canal
“BURBUJAS” es un concepto de diversión y entretenimiento infantil (y familiar) con proyección internacional, cuyos personajes, contenido y objetivos hacen posible que se abra un abanico de múltiples alternativas de difusión y comercialización a través de programas, productos y eventos en vivo.
La serie, de gran popularidad en varios países de América Latina, también ha editado cinco discos con sus canciones, además de revistas de historietas.
El 1 de febrero de 2018, Canal Once anunció el regreso de la serie televisiva bajo el nombre "Planeta Burbujas".

## Personajes
A.G. Memelovsky Científico inventor moderno y vivaracho. Experimentador e investigador incansable. A veces impaciente y distraído. Creador de fabulosos inventos que permiten viajar por el espacio, el tiempo y el mundo de la imaginación.
Tiene gran sentido del humor.
Promueve el ahorro y el buen uso de la energía eléctrica.
Su pasión: la cosmología, y la historia del Universo.
Es casi miedoso aunque no admite con usar pretextos muy atolondrados.
Se exagera su muestra de valor.
Patas Verdes Sapo galán y simpático, aprendiz de científico. Elegante y caballeroso. Cuida con esmero a su ahijado Mimoso Ratón. Es bonachón y casi bromista, paternal, tierno, cariñoso, responsable, ecuánime y paciente… hasta que pierde los estribos.
Es defensor y protector de los “débiles”, pero no tan valiente y decidido.
Sueña con ser un experto en ecología.
Le preocupa el desperdicio y la contaminación del agua.
Su gran amor... el planeta Tierra y el col.
Mimoso Ratón
Ratoncito travieso y juguetón. A veces terco e insistente pero muy tierno y querendón. Quiere ayudar en todo y saberlo todo. Es preguntón, curioso e impaciente y saberlo todo.
Es muy listo y con gran iniciativa. Amante de los chocolates y el queso.
Le encantan las plantas y los árboles.
Mafafa Musguito
Lagartija fotógrafa jovencita, moderna, extrovertida y audaz. Independiente, emprendedora y creativa, entusiasta, inquieta, decidida, trabajadora… pero muy impuntual. Es vanidosa, tierna, melosa y coquetona. Muy femenina. Cuida siempre de su apariencia y de su figura. Le encanta bailar.
Adora viajar, investigar y fotografiarlo todo, tiene por enamorado a Patán Pillovich, un miembro del CYDA.
Pistachón Zig-Zag
Abejorro reportero, dinámico, alegre, entusiasta, y audaz. Originalmente era una abeja pero Silvia Roche lo cambió para hacerlo un abejorro. Trabaja en el diario "el Chisme Cachetón" y tiene su propio programa de noticias en la televisión. Es jovial, perfecto, gracioso y un gran amigo. Le gusta el agua de tamarindo.
Siempre está dispuesto a arriesgarse por un buen reportaje o por ayudar a otros. Inquieto, impaciente… y muy olvidadizo. Le preocupa la contaminación ambiental, sobre todo la del aire.
Su gran ilusión es conocer lo desconocido.
Gofo Es un perro, de grandes dimensiones, ingenuo, un poco torpe pero de gran corazón.  Es curioso e inquieto, le gusta siempre ayudar a quien se lo pide. Tuvo su aparición en la serie como parte del staff del profesor A.G Memelosky durante 1981 y 1982, teniendo su propia canción en el disco ¡Vamos al Circo!. De acuerdo con declaraciones de su creadora, Silvia Roche, al ser de grandes dimensiones dificultaba tanto el manejo del personaje, como los encuadres, así como el desarrollo del mismo en el set, por lo que su participación en esta serie fue corta en comparación al resto de los personajes. 
Ecoloco (Rododendro Peluche)
El villano número uno del programa, tiene apariencia de brujo pero no hace hechizos ni tiene magia, solamente la guarida y sus cucarachas como asistentes. Solía causar problemas con el ambiente, contaminándolo y convirtiéndolo en un basurero, pero sus planes siempre son arruinados por el profesor Memelovsky, junto con sus asistentes, a quienes el Ecoloco llama "ayudantillos de caricatura" en ocasiones. Es frívolo, no tan narcista a pesar de que le gusta ser mugroso, detesta el agua y el jabón, es muy infantil, flojo, egoísta y berrinchudo. Él y Memelovsky eran amigos de niños, pero cada uno siguió su camino, lo aprecia y admira... aunque sea en el fondo hasta que la mugre lo separe.
Don Mugrovich
Segundo al mando del CYDA y jefe inmediato del Ecoloco. Siempre se enoja cuando el Ecoloco falla y cuando él es capturado por los Burbujos, acaba siendo castigado como el Ecoloco. Se viste como soldado Prusiano de la Primera Guerra Mundial.
Patán Pillovich
Otro de los miembros del CYDA, asistente del Ecoloco, es algo tonto pero suele resolver, sin querer, líos que se arman. Cuando se pone nervioso tartamudea. Se enamoró de Mafafa y sigue enamorado de ella a pesar de que es su enemiga y piensa lo contrario a él.
Tirolón Mandamás
Dictador de un lugar llamado Futurotepec, donde todo es suciedad; ahí controla a la gente con llaves de cuerda. Es el primer enemigo del futuro de los Burbujos y miembro del CYDA.
Peter Punk
Miembro del CYDA, ayuda al Ecoloco a contaminar usando música de rock pesado y punk, ya que él se viste como miembros del grupo KISS y al Ecoloco le dice "Ecolocius".
Socapa
Miembro del CYDA, ayuda al Ecoloco usando la mentira y el engaño. Puede cambiar de apariencia y hacerse pasar por cualquier otra persona o cosa, pero solo por poco tiempo. Su aspecto es parecido al de los villanos de las películas mudas de los años veinte.
Jefe Maxi Smog
Líder máximo del CYDA. El jefe inmediato de Don Mugrovich y superior del Ecoloco. Su rostro jamás es visto, ya que usa una capucha de verdugo y se viste de negro. Apareció en el especial de Burbujas sobre el disco "15 éxitos de Burbujas". Tiene apariciones escasas en la serie, pero es un villano peligroso por ser el líder del CYDA.

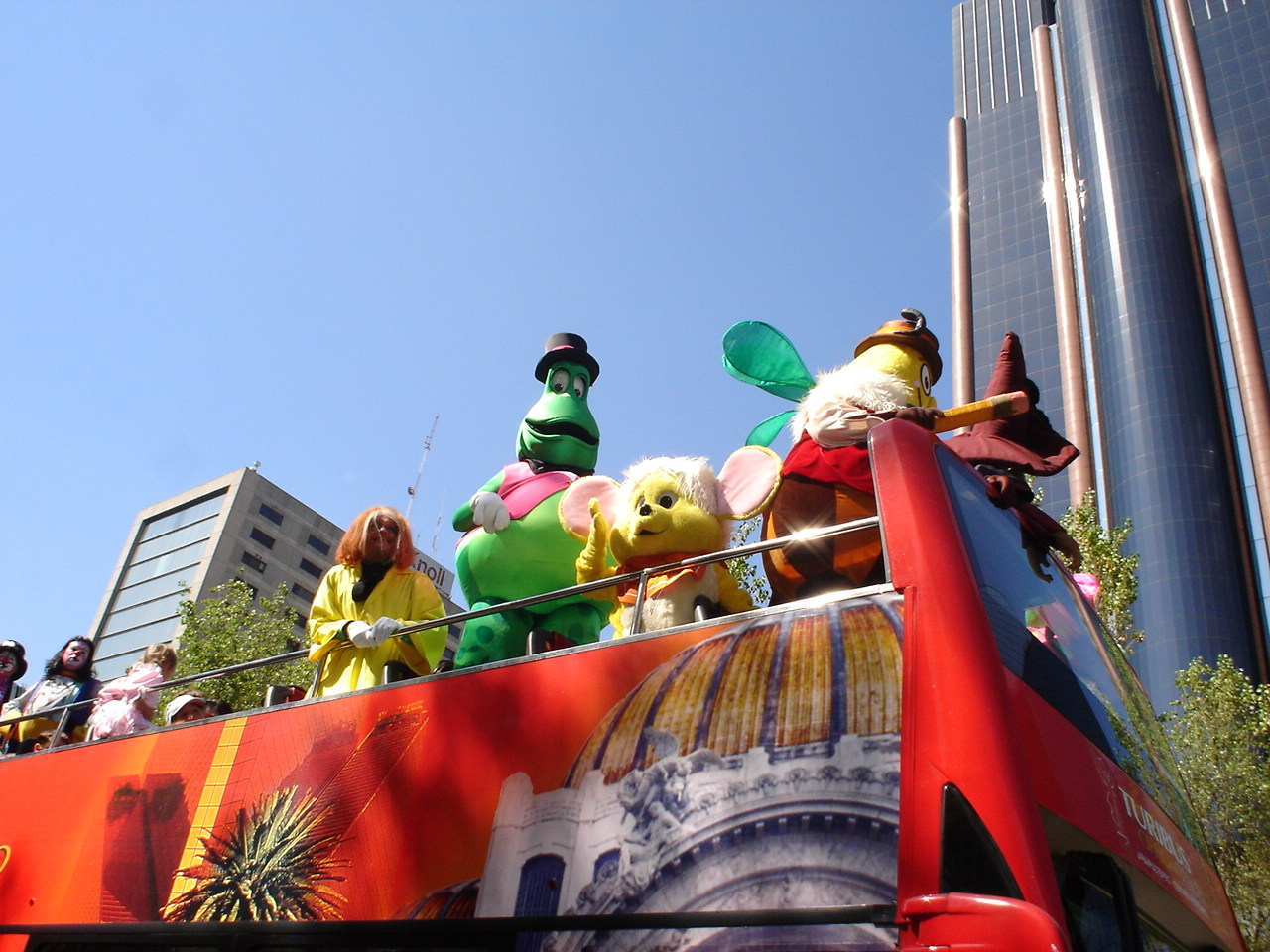
Otra toma de los personajes de Odisea Burbujas en el desfile del Día de Reyes que se celebra el 6 de enero de cada año y van sobre el Turibús en la Avenida Paseo de la Reforma.

## Inventos del Profesor Memelovsky
La importancia de este programa radicaba en los viajes que el profesor con sus ayudantes a través del tiempo, el espacio y las dimensiones. Para ello, el profesor Memelovsky creó varios inventos para realizar estos viajes.
El Tobogán del Tiempo: Esta máquina fue la primordial en la serie. Su función principal es viajar por el tiempo: al pasado para conocer a personajes históricos como Napoleón, Leonardo Da Vinci, Confucio, etcétera. Este artefacto consta de carretes de película de cine en su frente y dos compuertas a cuadros rojos y naranjas que dejan meter a cualquiera que lo programe. Al salir del tobogán, en lugar de salir por su propio pie, quien esté adentro se desliza por una resbaladilla amarilla
El Exprimidor de Libros Es uno de los inventos favoritos del profesor y su función primordial es introducirse en cualquier libro para conocer a sus personajes. Varias de las figuras que conocen los personajes son Caperucita Roja, Los Tres Mosqueteros, Blanca Nieves, Cenicienta, etcétera. El exprimidor es una cabina de franjas de luces destellantes alternadas con franjas negras. Afuera está una mesa con manivelas y engranes de todos tamaños y colores que dejan un espacio para introducir el libro y "exprimirlo"
La Regadera Micromacromática: Este es considerado uno de los primeros grandes inventos del profesor puesto que gracias a la regadera, pudo agrandar a todos sus ayudantes. Su función primordial es agrandar y empequeñecer organismos para entrar en su vida y dinámica. Usando a este invento se investigaron la vida de los insectos, y las bacterias como los estafilococos y los lactobacilos. La regadera tiene dos versiones, una fija en el laboratorio y otra portátil que el profesor siempre trae consigo, sobre todo para entrar al "Popotito 22"
El Popotito 22: Este invento es, probablemente, uno de los más vistos a lo largo de la serie pues la entrada del programa sucede dentro de la nave "Popotito 22", que es un pequeño disco de acetato con una taza, dos popotes, zapatos tenis y mucha tecnología por dentro. Gracias al Popotito, conocieron la Luna, los planetas y los asteroides, además de la formación de las estrellas.
La Pantalla: Como su nombre lo indica, es una pantalla gigante que, aparentemente está conectada tanto al Tobogán del Tiempo como al Exprimidor de Libros, pues varios personajes como Sherezada, Confucio, Benjamín Franklin y Blanca Nieves se podían comunicar con el laboratorio del Profesor.
Además de estos inventos, se realizaron varios especiales en los que el Profesor y sus ayudantes van al circo y hacen funciones como payasos o acróbatas, se convierten en rocanroleros o hasta ayudan a salvar la Navidad o el Halloween.
En la versión 2003, todos estos inventos fueron eliminados, debido al bajo presupuesto y la escasez de espacio que el estudio televisivo le otorgó al programa. En el guion del programa la falta fue justificada debido a que "se habían perdido en el terremoto de 1985", aunque los especiales de Burbujas se emitieron hasta 1988.

## Las "Mugres" del Ecoloco
Al igual que el profesor Memelovsky, El Ecoloco posee varios artefactos para seguir a los burbujos y hacerlos fracasar en sus misiones. Algunos de ellos son:
La Mugreguarida: Es el centro de operaciones del Ecoloco, un lugar lleno de basura, gris y negro.
La Mugrevisión: Es una pantalla con cortinas negras que, además de tener la misma función de la pantalla del laboratorio del profesor, puede interceptar las llamadas de la pantalla de Memelovsky.
El Mugrófono: Es un teléfono negro antiguo que sirve para comunicarse con cualquier villano –real o ficticio– cuando la Mugrevisión se descomponía.
El Mugremóvil: probablemente, el más conocido de los artefactos del Ecoloco por ser el más versátil, pues ejerce las funciones del Tobogán del tiempo y del Popotito 22. Es un bote de basura con una sombrilla negra que funciona con cuerda y vuela o se transporta al tiempo o época deseada.
El postre favorito del Ecoloco eran las Cucarachas Garapiñadas.
- En el caso de los cuentos, el Ecoloco no tiene la capacidad de viajar a ellos con sus elementos, por lo que cada vez que los Burbujos utilizan el Exprimidor de Libros, el villano se mete a la máquina después de ellos.

## Actores - Reparto
| Profesor A.G. Memelovsky         | Ramón López Carrasco, Mario Alberto León                                                                   |                |                |
| Patas Verdes                     | Rodrigo de la Mora, Alfonso Damián                                                                         |                |                |
| Mimoso Ratón                     | Claudia Ivette Castañeda, Arturo Rogel, Brenda Morelos, Nelly Zurita, Cristopher Williams, Alexander Rocha |                |                |
| Mafafa Musguito                  | Aurora Alvarado/ Onodi Yunuen                                                                              |                |                |
| Pistachón Zig-Zag                | Arturo Morelos Laphan                                                                                      |                |                |
| El Ecoloco (Rododendro Peluche)  | Humberto Espinosa Magaña                                                                                   |                |                |
| Don Mugrovich                    | Ricardo de Pascual                                                                                         |                |                |
| Patán Pillovich                  | Alvaro Carcaño                                                                                             |                |                |
| Tirolón Mandamás                 | Armando Pascual                                                                                            |                |                |
| Peter Punk                       | Carlos Ignacio                                                                                             |                |                |
| Socapa                           | Armando Pascual (5 episodios), Carlos Ignacio (1 episodio)                                                 |                |                |
| Jefe Maxi Smog                   | Sin actor fijo, ya que siempre se escondía con una capucha; la voz era de Rodrigo de la Mora               |                |                |
| Blanca nieves y otros personajes | Maria Alicia Delgado                                                                                       | Carlos Pouliot | Maleni Morales |

## Música
Todas las canciones fueron compuestas por Silvia Roche y musicalizadas en su mayoría por Juan García Esquivel, Hardy Haberman y Nacho Méndez.